# 西町 (豊田市)
西町（にしまち）は、愛知県豊田市の町名。現行行政地名は西町1丁目から6丁目。

## 地理
豊田市西部、挙母地区では東部に位置し、東は神明町・桜町、西は小坂本町、南は神田町、北は喜多町・若宮町、南東は元城町に接する。

## 世帯数と人口
2019年（令和元年）12月1日現在の世帯数と人口は以下の通りである。
| 町丁 | 世帯数  | 人口  |
| ---- | ------- | ----- |
| 西町 | 381世帯 | 649人 |

### 人口の変遷
国勢調査による人口の推移
| 1995年（平成7年）  | 764人 | [ 6 ]  |  |
| 2000年（平成12年） | 724人 | [ 7 ]  |  |
| 2005年（平成17年） | 717人 | [ 8 ]  |  |
| 2010年（平成22年） | 750人 | [ 9 ]  |  |
| 2015年（平成27年） | 670人 | [ 10 ] |  |

## 学区
市立小・中学校に通う場合、学区は以下の通りとなる。また、公立高等学校全日制普通科に通う場合の学区は以下の通りとなる。
| 番・番地等 | 小学校             | 中学校               | 高等学校普通科 |
| ---------- | ------------------ | -------------------- | -------------- |
| 1〜3丁目   | 豊田市立元城小学校 | 豊田市立崇化館中学校 | 三河学区       |
| 4〜6丁目   | 豊田市立挙母小学校 | 豊田市立崇化館中学校 | 三河学区       |

## 歴史
西町は、江戸期に挙母城下八町の1つとして存在していた。明治4年（1871年）の挙母村成立時には挙母村の一部となっている。

### 沿革
- 1959年（昭和34年）1月1日 - 挙母市の豊田市改称と同時に、大字挙母の一部より西町が成立[1]。
- 1985年（昭和60年） - 小坂本町・若宮町・神田町との間で境界を変更[1]。

## 施設
- 豊田市役所東庁舎・西庁舎
  - 豊田市保健所
- 豊田市衛生試験所

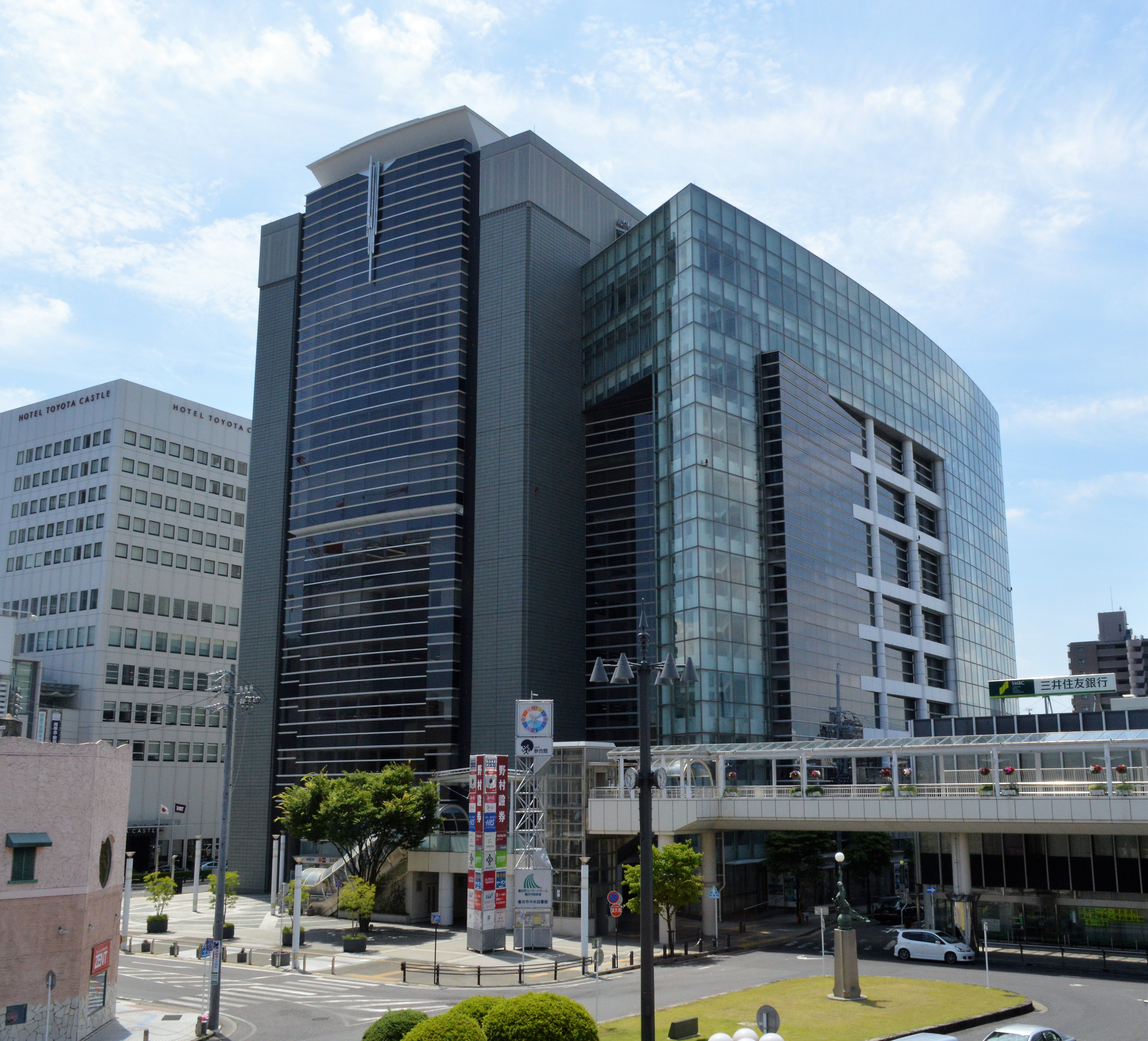
参合館
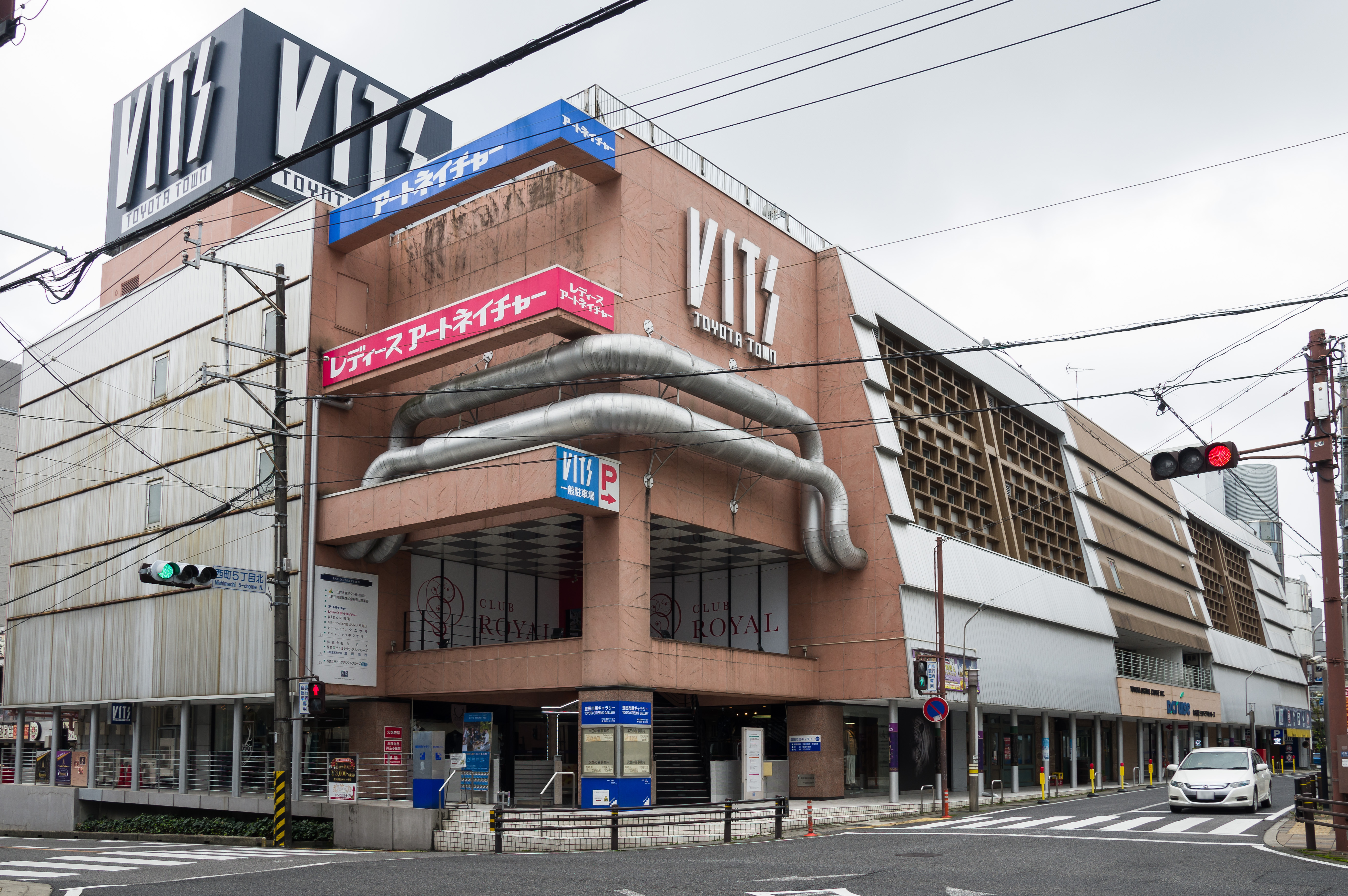
VITS豊田タウン
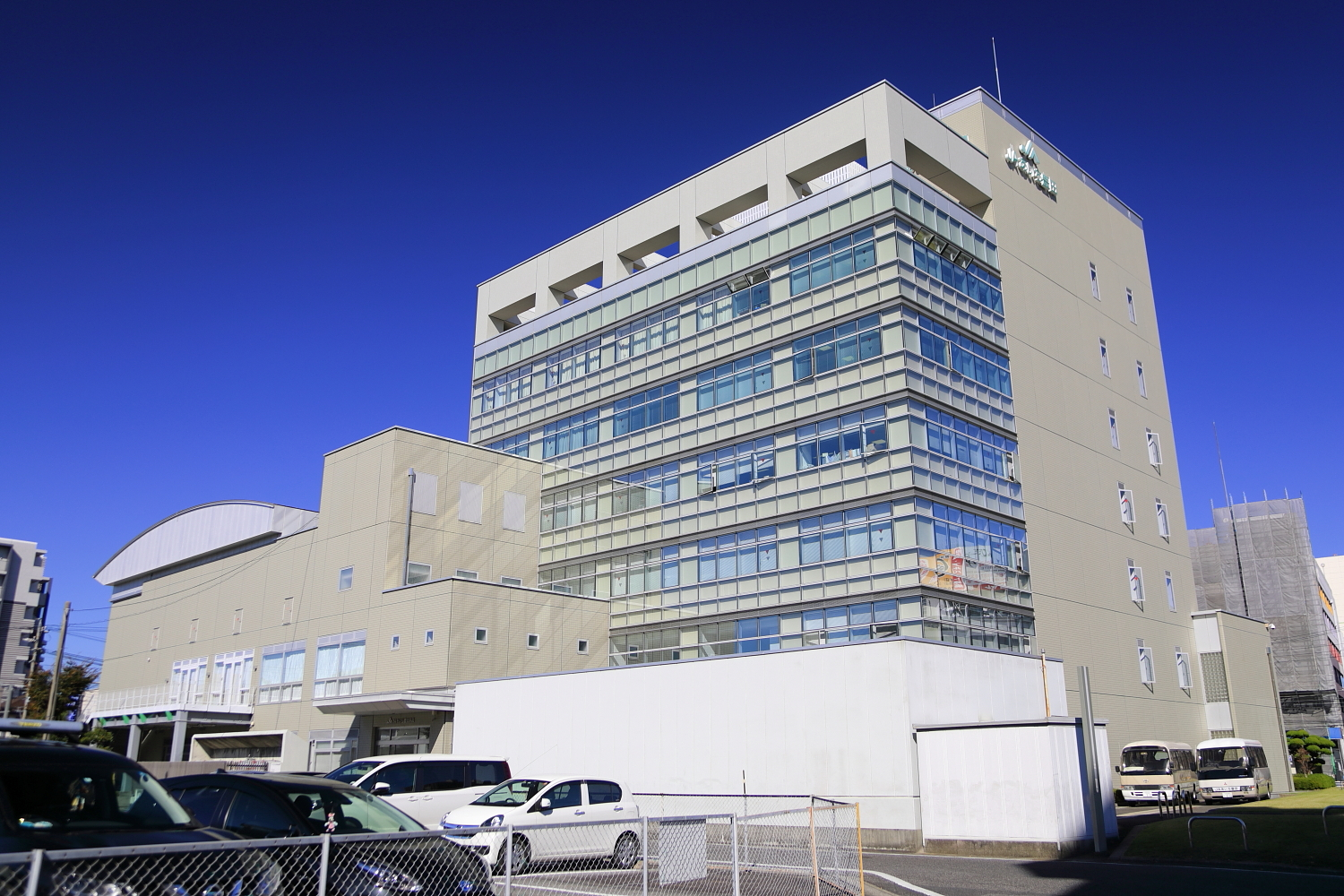
JAあいち豊田本店
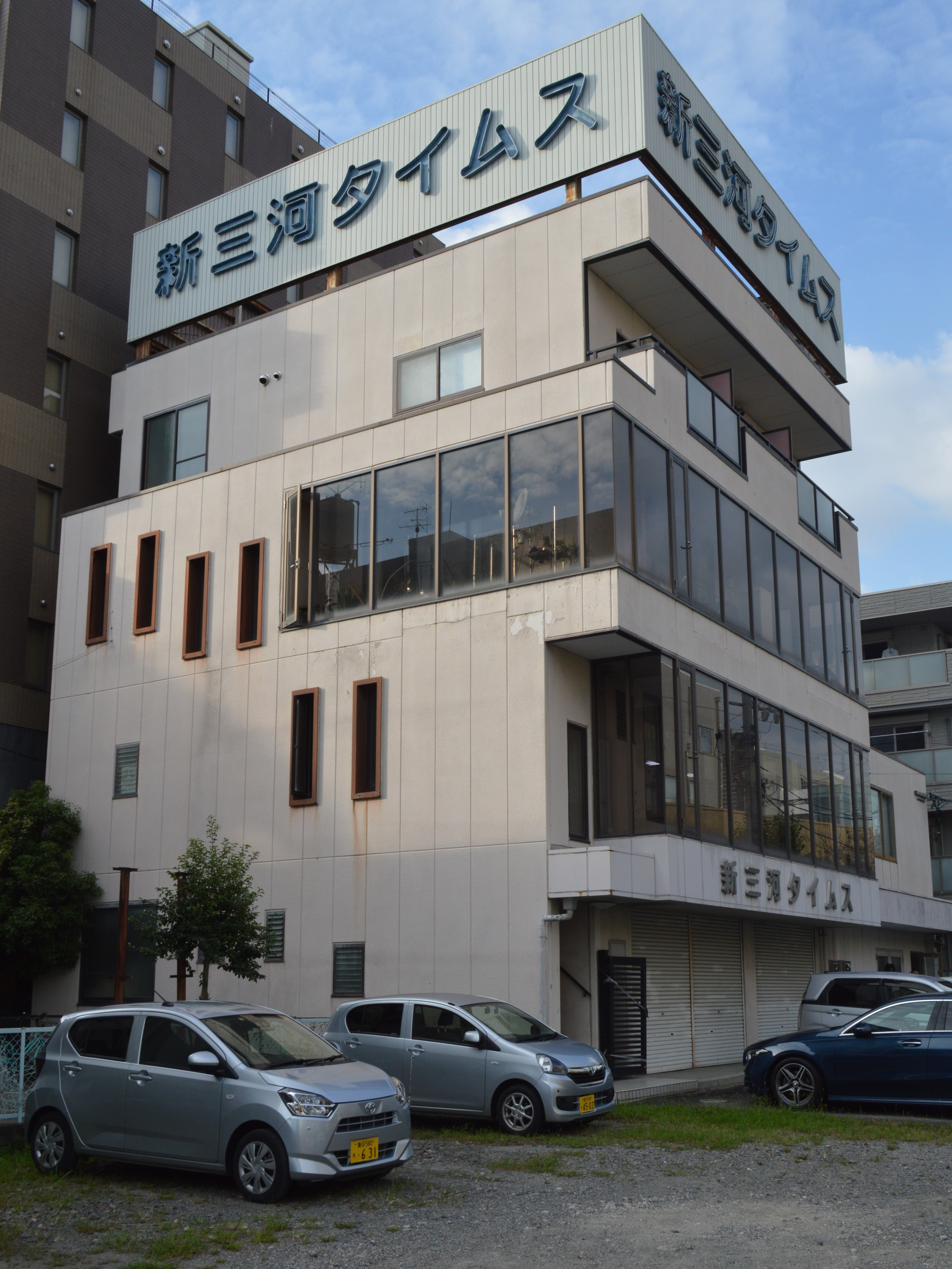
新三河タイムス社
  - 豊田市中央図書館
  - 豊田市能楽堂
  - 豊田市コンサートホール
  - みずほ銀行名古屋支店豊田駅前出張所
  - 野村證券豊田支店
- T-FACE A館
  - 名古屋三越豊田店
- VITS豊田タウン
- JAあいち豊田本店
- 十六銀行豊田支店
- 東海東京証券豊田支店
- 東横INN豊田市駅前
- 中部電力パワーグリッド西町変電所
- 豊田警察署豊田市駅前交番
- 新三河タイムス社

- 参合館
- VITS豊田タウン
- JAあいち豊田本店
- 新三河タイムス社

## 交通
- 国道153号
- 国道155号
- 国道248号
- 国道419号
- 愛知県道520号豊田東郷線

## その他

### 日本郵便
- 郵便番号 : 471-0025[3]（集配局：豊田郵便局[13]）。